# Maru Menéndez
Carmen «Maru» Menéndez González-Palenzuela (Ferrol, 6 de julio de 1959), es una funcionaria, sindicalista y política española del Partido Socialista Obrero Español (PSOE).

## Biografía
Hija de un militar, el capitán de navío Camilo Menéndez Vives, simpatizante del partido ultraderechista Fuerza Nueva y partícipe del golpe de Estado en España de 1981. Un tío-abuelo suyo fue Camilo Menéndez Tolosa, ministro del Ejército durante la dictadura franquista. Es hermana de Ignacio, abogado vinculado al partido de extrema derecha Acción Nacional Revolucionaria y al grupúsculo neonazi Hogar Social Madrid y de Camilo, yerno de Blas Piñar.
Licenciada en Psicología por la Universidad Complutense de Madrid. Funcionaria del Servicio Público Estatal de Empleo del Ministerio de Trabajo. Escala Superior de Organismos Autónomos. Sindicalista de la Unión General de Trabajadores (UGT), donde desde 1983 ha desempeñado distintos cargos. Ha sido miembro de la Comisión Ejecutiva Regional de UGT-Madrid, en distintas secretarías. Responsable confederal de Servicios Sociales. Miembro del Comité Confederal de la Unión General de Trabajadores de España.

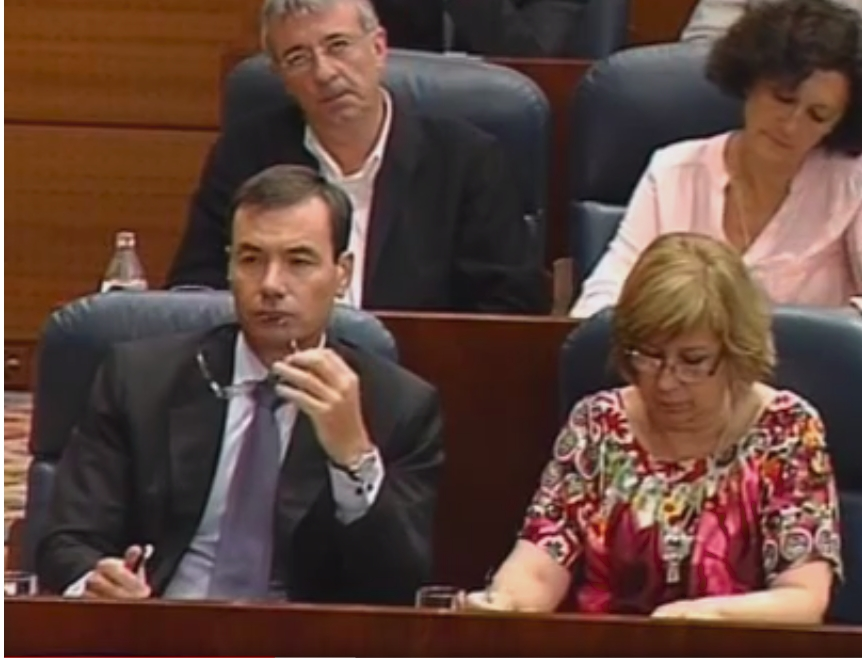
En el hemiciclo de la Asamblea de Madrid, junto a Tomás Gómez, durante el debate del Estado de la Región de 2014.

Tras ser secretaria de Política Institucional del sindicato UGT-Madrid, se integró en la candidatura del PSOE a la Asamblea de Madrid en las elecciones regionales del 27 de mayo de 2007, ocupando el número 6 de la lista liderada por Rafael Simancas.
Tras la dimisión de Rafael Simancas pasó a ser portavoz del Grupo Parlamentario Socialista en la Asamblea de Madrid.
Ha sido portavoz del Grupo Parlamentario Socialista en la Asamblea de Madrid durante la VIII Legislatura.
En la etapa de secretario general de Tomás Gómez este la elige como número 4 para las listas de la Asamblea de Madrid.
En octubre de 2010, apoyó al candidato Tomás Gómez en las primarias del PSM-PSOE que lo enfrentaron con Trinidad Jiménez, apoyada por  el entonces presidente del Gobierno Rodríguez Zapatero.
En 2011 es nombrada senadora por la Comunidad de Madrid.
El 4 de marzo de 2012 fue elegida secretaria de organización del PSM-PSOE en el 12.º Congreso regional del partido.
El 12 de febrero de 2015 renunció a su acta de diputada en la Asamblea de Madrid, un día después de que el Comité Ejecutivo Federal de su partido destituyera a Tomás Gómez y disolviera la dirección del PSM de la que formaba parte.